# 中宗反正
中宗反正（チュンジョンバンジョン、ちゅうそうはんぜい、朝: 중종반정）は1506年9月18日に起きた政変で、燕山君が廃位され、異母弟である晋城大君の李懌が王として擁立された事件。

## 背景
燕山君は戊午士禍と甲子士禍を起こし、多くの士林派を排除した。また、經筵廃止・愼言牌実施・成均館の宴会場化・都城外30里内の民家撤去・言文図書の解体など暴政を極めた。また世祖が建てた円覚寺（現タプコル公園）を廃して掌楽院に改修し、興淸らと基居を共にし、採青使を各地方に送って美女や妓生を引き寄せ、遊戯で歳月を送りながら国政に目を向けようとはしなかった。これに勲旧派を中心に燕山君廃位の動きが芽生え始めた。

## 反正
元吏曹参判 成希顔は知中樞府事 朴元宗、吏曹判書 柳順汀、軍資監副正 辛允武などと共に燕山君が長湍石壁を遊覧する日を期して挙兵する計画を立てた。ところが、王の遊覧が取り消されて挙兵に支障が生じた。この時、湖南地域での燕山君廃位の計画を聞いていた兵が漢城に突撃したため、計画を強行した。
1506年9月1日、朴元宗、成希顔、柳順汀をはじめとする水原府使長政、軍機寺僉正朴榮文、司僕寺僉正洪景舟などその後、燕山君の側近を除去した後、景福宮に入って貞顕王后の命を受け、燕山君を廃位し、江華道に配流した。
この反正を『中宗反正』という。また、この反正の主導者の成希顔によって晋城大君は即位し、中宗となる。